# IPhone SE (第1世代)
iPhone SE（アイフォーン エスイー）は、Appleが開発・販売していたiPhoneの第9世代目のモデルである。2016年3月31日に日本を含む11カ国で発売を開始した。SEはSpecial Editionの略であり、iPhone 5sの後継機にあたる。iPhoneシリーズの安価で小さいサイズの位置付けとなっていた。

## 概要
2016年3月21日午前10時（日本時間の3月22日午前2時）にカリフォルニア州クパチーノの本社キャンパスで開催されたAppleのスペシャルイベント「Let us loop you in.」にて9.7インチiPad Proと共に発表された。同月の24日に日本を含む12カ国で予約が受け付けられ、31日にそれらの国で予約分が最初に発送されたのと同時に店舗での直接販売も開始された。さらに、同年の4月4日に台湾などを含む34カ国が加わり46カ国での販売となった。
サイズは、iPhone 6sより小さくiPhone 5sと同じサイズだが、iSightカメラやCPUなどのスペックはiPhone 6sと同等になっている。しかし、iPhone 6sで初搭載された3D TouchやTaptic Engine（ハプティクス）は搭載されておらず、FaceTimeカメラの解像度や最大通信速度はiPhone 6と変わらず、Touch IDセンサーも第1世代の物が搭載されているなど、iPhone 5sとiPhone 6とiPhone 6sの要素が混在している。
バッテリー持ちも旧モデルよりも良くなっており、iPhone 5sの10時間、iPhone 6/iPhone 6sの11時間からこのiPhone SEは13時間へバッテリー駆動時間が伸びている。またSE世代以降に発売した7や8、SE2も同様の13時間となる。
画面サイズは4インチでiPhone 5sと同じ。
カラーバリエーションは、シルバー、ゴールド、スペースグレイ、ローズゴールドの4色を展開していて、背面は陽極酸化処理（アルマイト加工）が施されている。また、iPhone 5sで行われていたエッジ部分の光沢処理が、iPhone SE（第1世代）では非光沢の処理に変わっている。
日本国内では、SIMロックフリーモデルを販売しているAppleとau、NTTドコモ、SoftBankの主要3キャリアに加えて、大手キャリアの格安ブランドのY!mobile、UQ mobileが販売をしていた。
BCNの調べで、アンドロイド機を含めたスマートフォンで、2017年に3番目に売れた端末になった。
2022年6月7日にWWDC22より発表されたiOS 16では、iPhone 6s / iPhone 6s Plus / iPhone 7 / iPhone 7 Plus・iPod touch (第7世代)と共にサポート対象外となった。

### SoC
SoCはiPhone 6s、iPhone 6s Plusと同じA9チップを搭載。
これにより、iPhone 6sと処理能力は同等となっていて、メモリもiPhone 6sシリーズと同じく2GBとなっている。ただ、画面の解像度が低い影響もありAnTuTu Benchmark(Ver10)で計測すると、iPhone 6sよりも高い値が算出される。平均値は32万点〜36万点ほどである。

### 通信システム
モバイル通信ではLTEの周波数帯が最大19バンドに対応し、日本ではA1723モデルが用意されている。下りが最大150Mbpsである他、VoLTE (AMR-WB)に対応している。
- LTE（バンド1, 2, 3, 4, 5, 7, 8, 12, 17, 18, 19, 20, 25, 26, 28）
- TD-LTE（バンド38, 39, 40, 41）
- TD‑SCDMA 1,900（F）, 2,000（A）
- CDMA EV-DO Rev. A（800, 1,700/2,100, 1,900, 2,100MHz）
- UMTS/HSPA+/DC-HSDPA（850, 900, 1,700/2,100, 1,900, 2,100MHz）
- GSM/EDGE（850, 900, 1,800, 1,900MHz）

日本国内でのLTEによる通信は各キャリアで以下の通りとなる。
- NTTドコモ：PREMIUM 4Gの高速通信に対応、キャリアアグリゲーション非対応で700MHz/800MHz/1.7GHz/2.1GHz、最大150Mbpsの通信が可能となる。
- au：au 4G LTE、WiMAX2+いずれもキャリアアグリゲーション非対応、700MHz/800MHz/2.1GHz。
- ソフトバンク：SoftBank 4G LTE、SoftBank 4Gに対応し、キャリアアグリゲーション非対応、最大112.5Mbpsの通信が可能となる。

なお、3GのCDMAについては対応周波数帯が4バンドであるものの、EV-DO Rev.B（MC-Rev.A）が未対応であるため、これを使っていたauのWIN HIGH SPEEDが使用できなくなる。
Wi-FiはIEEE 802.11a/b/g/n/acで、最大433Mbpsでの通信が可能である。またBluetoothも4.2に対応している。

### セキュリティホール
修正不能のSecureROMに、Use After Freeという問題が見つかっている。任意のコードが実行できるのは、物理的にアクセス可能な場合のみである。